# Aspar Team
L'Aspar Team (anciennement Ángel Nieto Team) est une écurie motocycliste fondée en 1992 par l'ancien pilote Jorge Martínez, évoluant dans trois catégories du championnat du monde, Moto3, Moto2 et MotoE.